# Lista chorążych reprezentacji Chin na igrzyskach olimpijskich
Lista chorążych reprezentacji Chin na igrzyskach olimpijskich – lista zawodników i zawodniczek reprezentacji Chin, którzy podczas ceremonii otwarcia nowożytnych igrzysk olimpijskich nieśli flagę chińską.

## Chronologiczna lista chorążych
| Lp. | Rok i miejsce        | Chorąży       | Dyscyplina           |
| --- | -------------------- | ------------- | -------------------- |
| 1   | 1932, Los Angeles    | Liu Changchun | Lekkoatletyka        |
| 2   | 1936, Berlin         | Li Huitang    | Piłka nożna          |
| 3   | 1948, Londyn         | Wee Tian Siak | Koszykówka           |
| 4   | 1952, Helsinki       | b.d.          |                      |
| 5   | 1980, Lake Placid    | Zhao Weichang | Łyżwiarstwo szybkie  |
| 6   | 1984, Sarajewo       | Zhao Shijian  | Łyżwiarstwo szybkie  |
| 7   | 1984, Los Angeles    | Wang Libin    | Koszykówka           |
| 8   | 1988, Calgary        | Zhang Zhubin  | Łyżwiarstwo figurowe |
| 9   | 1988, Seul           | Song Tao      |                      |
| 10  | 1992, Albertville    | Song Chen     | Łyżwiarstwo szybkie  |
| 11  | 1992, Barcelona      | Song Ligang   | Koszykówka           |
| 12  | 1994, Lillehammer    | Liu Yanfei    | Łyżwiarstwo szybkie  |
| 13  | 1996, Atlanta        | Liu Yudong    | Koszykówka           |
| 14  | 1998, Nagano         | Zhao Hongbo   | Łyżwiarstwo figurowe |
| 15  | 2000, Sydney         | Liu Yudong    | Koszykówka           |
| 16  | 2002, Salt Lake City | Zhang Min     | Łyżwiarstwo figurowe |
| 17  | 2004, Ateny          | Yao Ming      | Koszykówka           |
| 18  | 2006, Turyn          | Yang Yang (A) | Łyżwiarstwo szybkie  |
| 19  | 2008, Pekin          | Yao Ming      | Koszykówka           |
| 20  | 2010, Vancouver      | Han Xiaopeng  | Narciarstwo dowolne  |
| 21  | 2012, Londyn         | Yi Jianlian   | Koszykówka           |
| 22  | 2014, Soczi          | Tong Jian     | Łyżwiarstwo figurowe |
| 23  | 2016, Rio            | Lei Sheng     | Szermierka           |
| 24  | 2018, Pjongczang     | Zhou Yang     | Łyżwiarstwo szybkie  |
| 25  | 2020, Tokio          | Zhu Ting      | Piłka siatkowa       |
| 25  | 2020, Tokio          | Zhao Shuai    | Taekwondo            |
| 26  | 2022, Pekin          | Gao Tingyu    | Łyżwiarstwo szybkie  |
| 26  | 2022, Pekin          | Zhao Dan      | Skeleton             |